# Le Sceptique (film)
Pour les articles homonymes, voir Le Sceptique.
Pour plus de détails, voir Fiche technique et Distribution.
 Le Sceptique  (The Unbeliever) est un film muet américain réalisé par Alan Crosland, sorti en 1918. 

## Synopsis
Sur Long Island, à Huntington, Philip Landicutt mène une vie de jeune oisif. Pourtant, en Europe, la guerre fait des ravages. Au grand émoi de sa mère, Margaret Landicutt, il s'engage pour aller combattre. « Nos meilleurs hommes sont partis, je dois faire mon devoir. »
Il se retrouve ainsi en Belgique dans une tranchée et il va tout de suite s'illustrer au cours d’un fait d’armes héroïque.
Non loin de là, dans la région de Dixmude, Virginie Harbrok habite encore près du front, avec sa mère et son jeune frère. Elle se sert du moulin à vent voisin pour communiquer à l'État-major allié des informations sur les troupes allemandes, en activant les ailes du moulin à la manière d’un sémaphore. C’est ainsi qu’elle signale une pièce d’artillerie lourde installée discrètement par les Allemands. Le terrible lieutenant Kurt von Schnieditz a pu observer les rotations des ailes du moulin, dans un sens et tantôt dans l’autre, et comprend ce qui se passe. Il décide d’aller capturer les observateurs ennemis. Avec une brigade, il se rend à la maison des Harbrok et se met à interroger sans ménagement la mère, allant même jusqu’à brutaliser son jeune enfant. Virginie a réussi à s’enfuir du moulin et elle assiste de loin à une exaction sadique : la mère et l’enfant sont fusillés. Virginie a le réflexe de se découvrir pour serrer dans ses bras les deux dépouilles aimées, et elle est faite prisonnière. Le lieutenant force la jeune fille à l’embrasser tandis que les soldats mettent le feu à la maison. L’officier irait sans doute plus loin quand il est interrompu par une forte explosion : un obus allié a fait voler en morceaux la pièce d’artillerie lourde, et Virginie peut échapper au tortionnaire.
Pendant ce temps, Philip participe à une sortie en masse, au cours de laquelle il est blessé et son compagnon de tranchée tué, 'Lefty', un homme qui fut autrefois au service des Landicutt en qualité de chauffeur. Philip remet alors en cause ses préjugés de classe.

À Dixmude même, Virginie s'est réfugiée, exténuée, chez une vieille dame. Régulièrement, des obus pleuvent sur la ville, semant la panique. Le régiment de Philip reçoit l’ordre de se diriger vers la ville. Au même moment une troupe allemande plus nombreuse est chargée d’investir Dixmude. Le combat fait rage mais les Marines doivent se replier. Philip est entré dans la maison de la vieille dame pour mieux faire office de sniper. Il tue en effet un officier allemand et doit se réfugier dans les combles où s’est déjà cachée Virginie. En bas, l’aïeule est confrontée au terrible lieutenant Kurt von Schnieditz qui la frappe. Ses hommes découvrent la trappe qui mène aux combles et commencent à l’enfoncer. Virginie fait jurer à Philip de ne pas la laisser se faire prendre et il est prêt à tenir sa parole. Par chance, une contre-offensive survient qui change la donne, les Allemands doivent se replier. Le lieutenant allemand tue froidement l’aïeule devant ses hommes. L’un d’eux le menace de son arme et Kurt von Schnieditz le provoque. Il est abattu sans pitié.
Philip donne son adresse à Virginie, lui conseillant d'aller trouver refuge à Long Island auprès de sa mère. Il lui baise la main et rejoint son régiment. C’est alors qu’il est blessé, sur un terrain jonché de cadavres où il doit attendre une nuit entière l’arrivée des secours. Dans son délire, le Christ lui apparaît.

Philip est hospitalisé. Il s'aperçoit avec horreur que les médecins soignent aussi bien des soldats alliés que des Allemands et que sa haine pour ces hommes n’est pas justifiée, et l’hallucination de la nuit revient : le Christ lui indique que tous les blessés sont ses frères.
Enfin, rentré à Huntington, Philip retrouve Virginie et les deux jeunes gens se déclarent leur foi mutuelle.

## Fiche technique
- Titre original : The Unbeliever
- Titre français : Le Sceptique
- Réalisation : Alan Crosland
- Scénario : Mary Raymond Shipman, d'après son roman The Three Things
- Directeur de la photographie : Philip Tannura
- Production : Edison Manufacturing Company
George Kleine
- Pays :  États-Unis
- Format : 35 mm, noir et blanc, muet, intertitres anglais
- Durée : 80 minutes
- Date de sortie : 11 février 1918, New York

## Distribution
- Marguerite Courtot : Virginie Harbrok
- Raymond McKee : Philip Landicutt
- Eric von Stroheim : le lieutenant Kurt von Schnieditz
- Kate Lester : Margaret Landicutt
- Frank de Vernon : oncle « Jemmy » Landicutt
- Mortimer Martini : Eugene Harbrok
- Blanche Davenport : Madame Harbrok
- Harold Hallacher : Pierre Harbrok
- Darwin Karr : « Lefty »
- Earl Schenck : Emanuel Muller
- Gertrude Norman : Marianne Marnholm
- Lew Hart : Hoffman

## Analyse
Le film a reçu le soutien du Corps des Marines des États-Unis (United States Marine Corps), et sa participation effective. Il militait en faveur du soutien à l'engagement du Gouvernement fédéral des États-Unis aux côtés des états de la Triple Entente (France, Angleterre, Russie) contre les empires de la Triplice (Allemagne, Autriche-Hongrie, Turquie),.
Une copie est conservée à la Bibliothèque du Congrès à Washington (district de Columbia).

Alan Crosland est le réalisateur à qui l'on doit les premiers films sonores ou plus exactement chantants, Don Juan en 1926 et Le Chanteur de jazz en 1927.